# Орден «За військові заслуги» (Болгарія)
Орден «За військові заслуги» (болг. Орден «За военна заслуга») — нагорода заснована 2 серпня 1891 року указом князя Фердінанда I. Орден призначався для нагородження військовослужбовців за бездоганну військову службу (у мирний час) й за особливі заслуги під час війни (з військовою відзнакою).
Орден «За військові заслуги» був відновлений, із деякими змінами, 13 червня 2003 р. і, на даний час, є державною нагородою Республіки Болгарія.

## Опис
Орден мав Великий хрест, шість ступенів і дві категорії: з військовою відзнакою (лавровий вінець), що видавалася під час війни та без військової відмінності, що видавалася у мирний час. Знак ордену є «пізанський хрест» зі схрещеними мечами в раменах. Хрест всіх ступенів, крім VI-ї, покритий темно-червоною емаллю і має підвісну ланку у вигляді корони (хрести V-го та VI-го ступеня могли бути також і без корони). Нижчий ступінь ордену — VI-а, емаллю не вкривалася й була цілком сріблястого кольору.

## Знаки ордену
|  |  |  |
|  |  |  |
|  |  |  |